# Palácio de Türkmenbaşy
O Palácio de Türkmenbaşy é um edifício público da cidade de Asgabade, capital do Turquemenistão. Sede da presidência da república, a obra foi concluída em março de 1997, é nomeado em homenagem a Saparmyrat Nyýazow, o primeiro presidente do Turquemenistão, que foi proclamado "Türkmenbaşy", ou seja, "Líder dos turcomenos".
O palácio faz parte de um complexo maior que também contém o Prezident Kozgy (Palácio Presidencial), que fica no lado oeste do complexo, delimitado pela Praça da Independência. O complexo é limitado a norte pela rua Karl Marx e a sul pela rua Galkynysh. Esta rua corre todo o caminho até a ponta sudeste do complexo que faz fronteira com a Praça Galkynysh. A leste, faz fronteira com a rua Beýik Saparmyrat Türkmenbaşy.

## Construção e restauro
A construtora francesa Bouygues construiu o palácio presidencial em 1997 para o presidente do Turquemenistão, Saparmyrat Nyýazow. O palácio presidencial original era notável por sua aparência extravagante, mas foi subsequentemente ofuscado em estatura arquitetônica por grandes edifícios no Cazaquistão, rico em petróleo, e até mesmo no empobrecido Tajiquistão.
Em 2008, Gurbanguly Berdimuhammedow, sucessor de Nyýazow, encomendou uma obra de restauro e ampliação também para a  Bouygues. A construção começou em 2008 e terminou 18 de maio de 2011, no mesmo dia em que Berdimuhammedow assumiu seu cargo como o segundo presidente do Turquemenistão. O novo palácio custou aproximadamente US$ 250 milhões.

## Descrição
O novo palácio presidencial faz parte do plano de Saparmyrat Nyýazow de "repensar" sua capital e fornecer-lhe infraestruturas modernas. A construção da monumental edifício foi confiada ao grupo francês Bouygues, em colaboração com arquitetos do Ministério de Construção e Arquitetura do Turquemenistão e os escritórios de arquitetura franceses Bellon et Art Études (para o design de interiores). O edifício é inspirado tanto pelo classicismo francês quanto pela arquitetura otomana, bem como pelas tendências arquitetônicas que afirmam ser herdeiras da arquitetura tradicional turquemena.

### Exterior
Rodeado por um parque de dois hectares decorado com espécies raras e composições originais, é cercado por um pátio coberto com um pavimento de granito de três tons diferentes, decorado com fontes e fontes de água. Precedido por um pórtico de tetrastilo (com quatro colunas pseudo-dóricas) de inspiração antiga, o palácio forma um vasto conjunto quadrangular que se estende por três níveis. O exterior surpreende pelos tons claros das paredes (cobertas com lajes de mármore de Carrara) perfuradas por grandes janelas com treliças douradas, contrastando com a massa da cúpula central (22 metros de diâmetro) revestida com esmaltes Briare, reforçada com folha de ouro, estendida por um mastro com as cores nacionais.

### Interior
O interior é organizado em torno do grande salão cerimonial, articulado em torno de uma escadaria monumental com dois lances. Os pisos, feitos de marchetaria de carvalho e mogno, respondem aos tons beges das paredes e às cores mais pronunciadas das colunas de mármore dos Pirenéus ou "Botticino". As portas monumentais (em bronze) que servem as diferentes salas são decoradas com motivos geométricos ou a águia de cinco cabeças (armas presidenciais). O térreo é quase totalmente ocupado pelo grande salão cerimonial, exceto pelo salão de banquetes e o oratório particular do presidente. Elevadores panorâmicos de vidro fosco fornecem acesso aos andares superiores.
O primeiro andar abriga o escritório do presidente, mas também a sala do conselho, adornada com madeira de nogueira. Em ambos os lados destes dois quartos é também a sala credencial, onde os embaixadores são recebidos, mas também convidados ilustres e chefes de estado estrangeiros. Sua mobília é particularmente elegante, incluindo um baú de mogno e bronze esculpido em estilo Luís XVI, poltronas de madeira e veludo preciosos e uma mesa de mogno de Honduras. Todos estes quartos abrigam tapetes tradicionais das cinco províncias do país (Ahal, Labap, Daşoguz, Balkan e Mary).
O segundo andar é composto pelos apartamentos pessoais do presidente e pelas suítes reservadas para hóspedes ilustres. Um ginásio e piscina também estão disponíveis.
Duas alas laterais são adicionados à estrutura principal. Elas hospedam os escritórios de vários ministros e serviços administrativos.

## Numismática
O Palácio aparece nas cédulas da moeda turquemena, o manate.

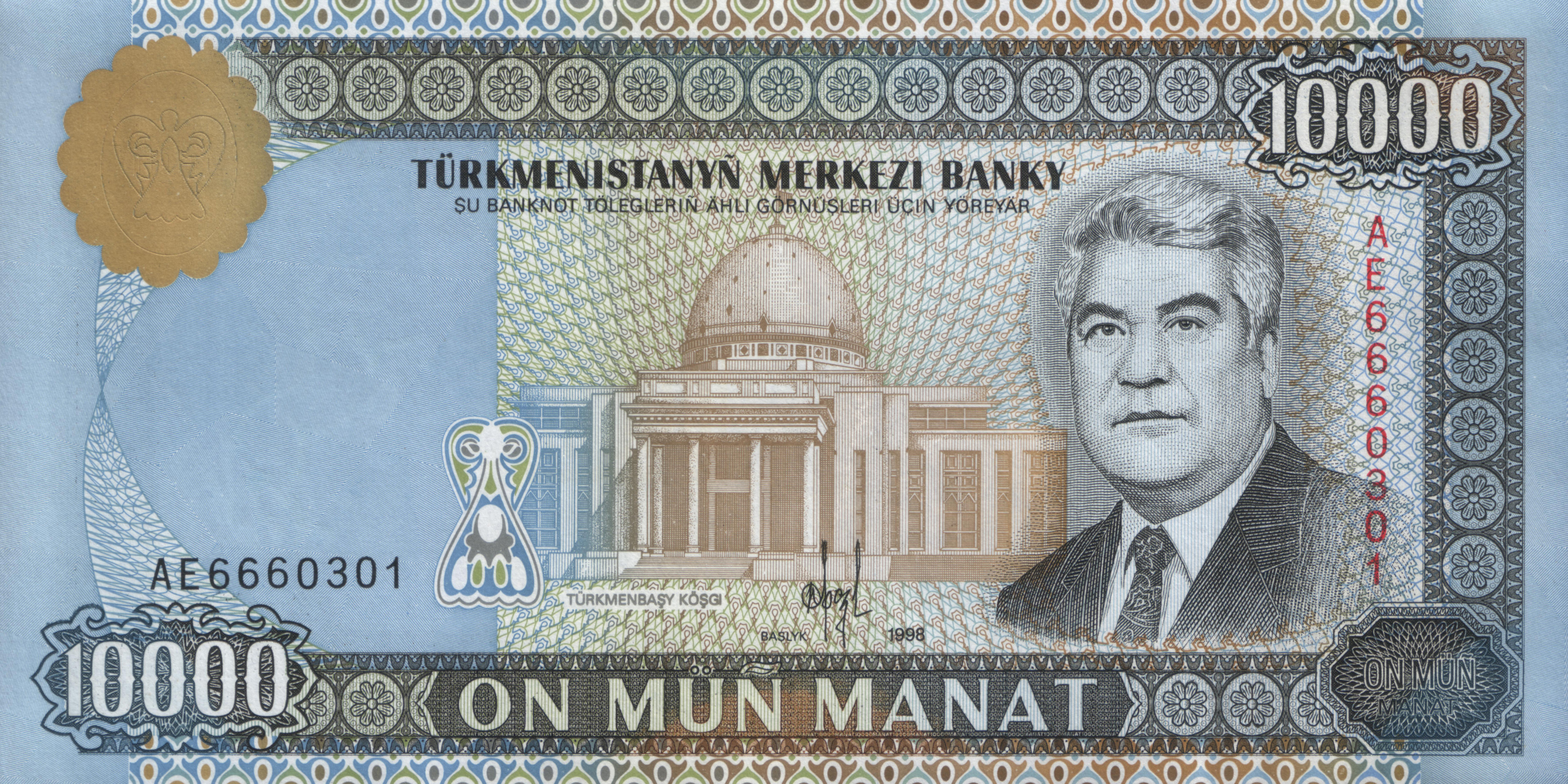
10,000 manates (1998)
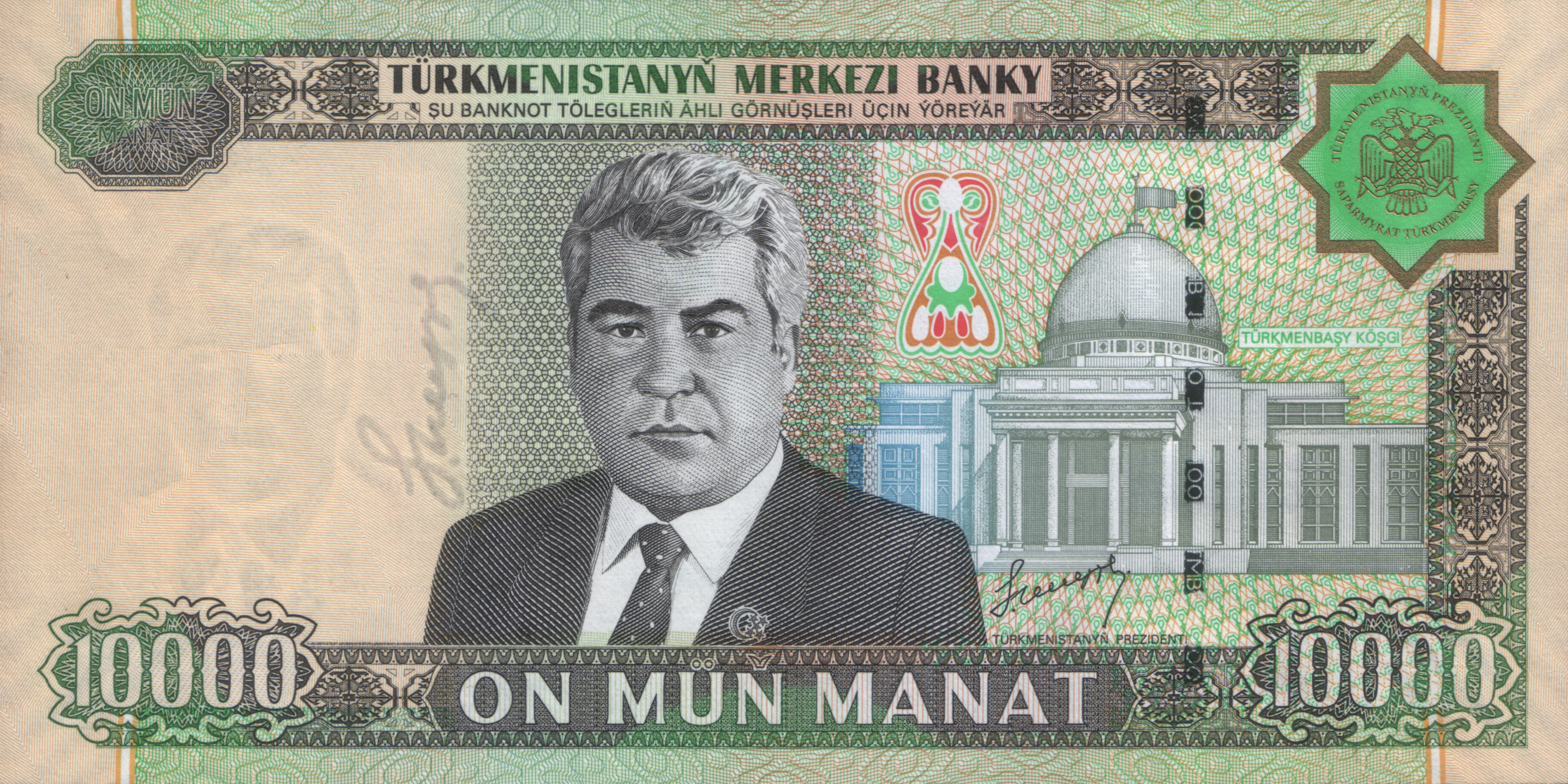
10,000 manates (2005)
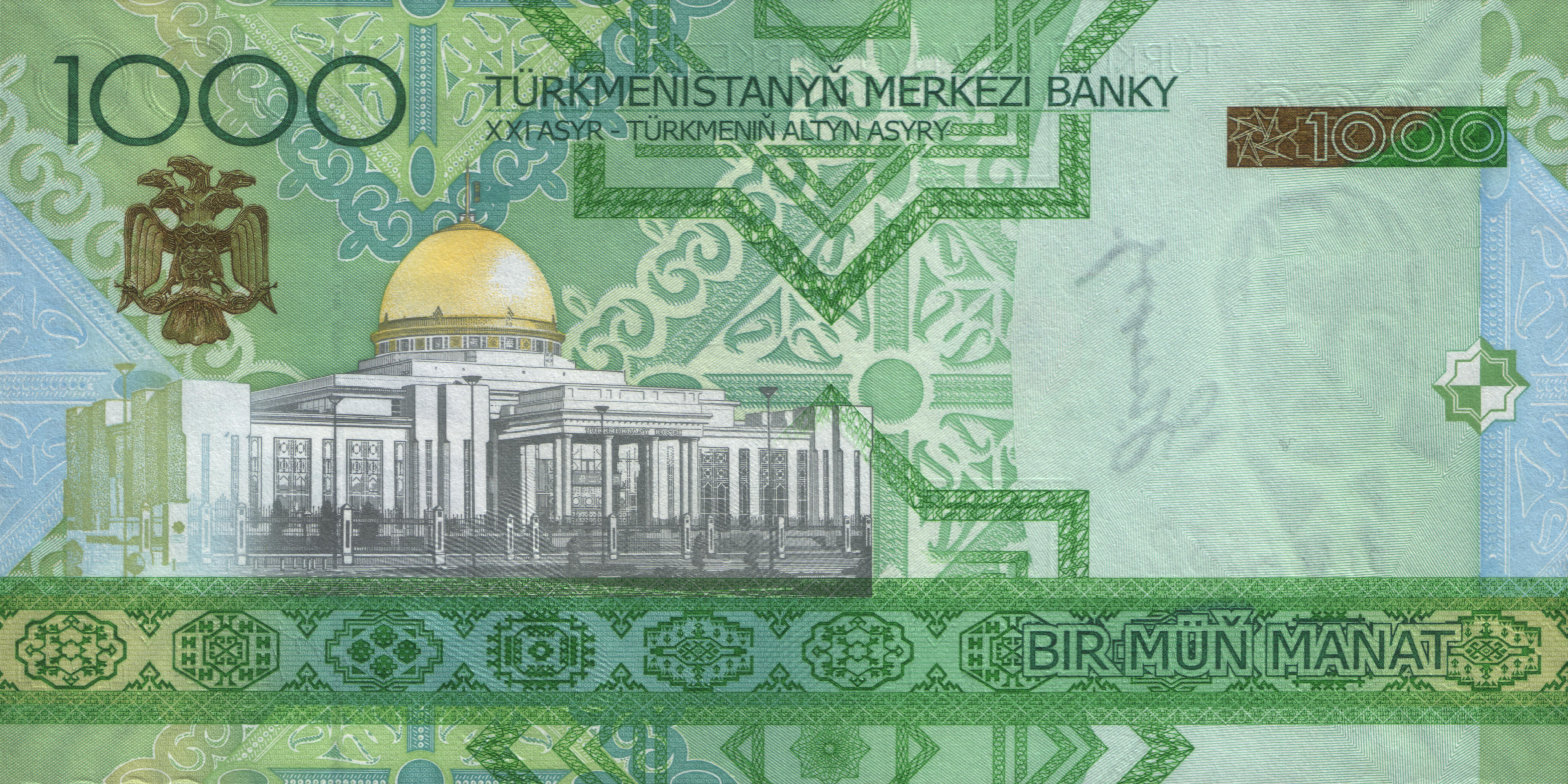
1,000 manates (2005)
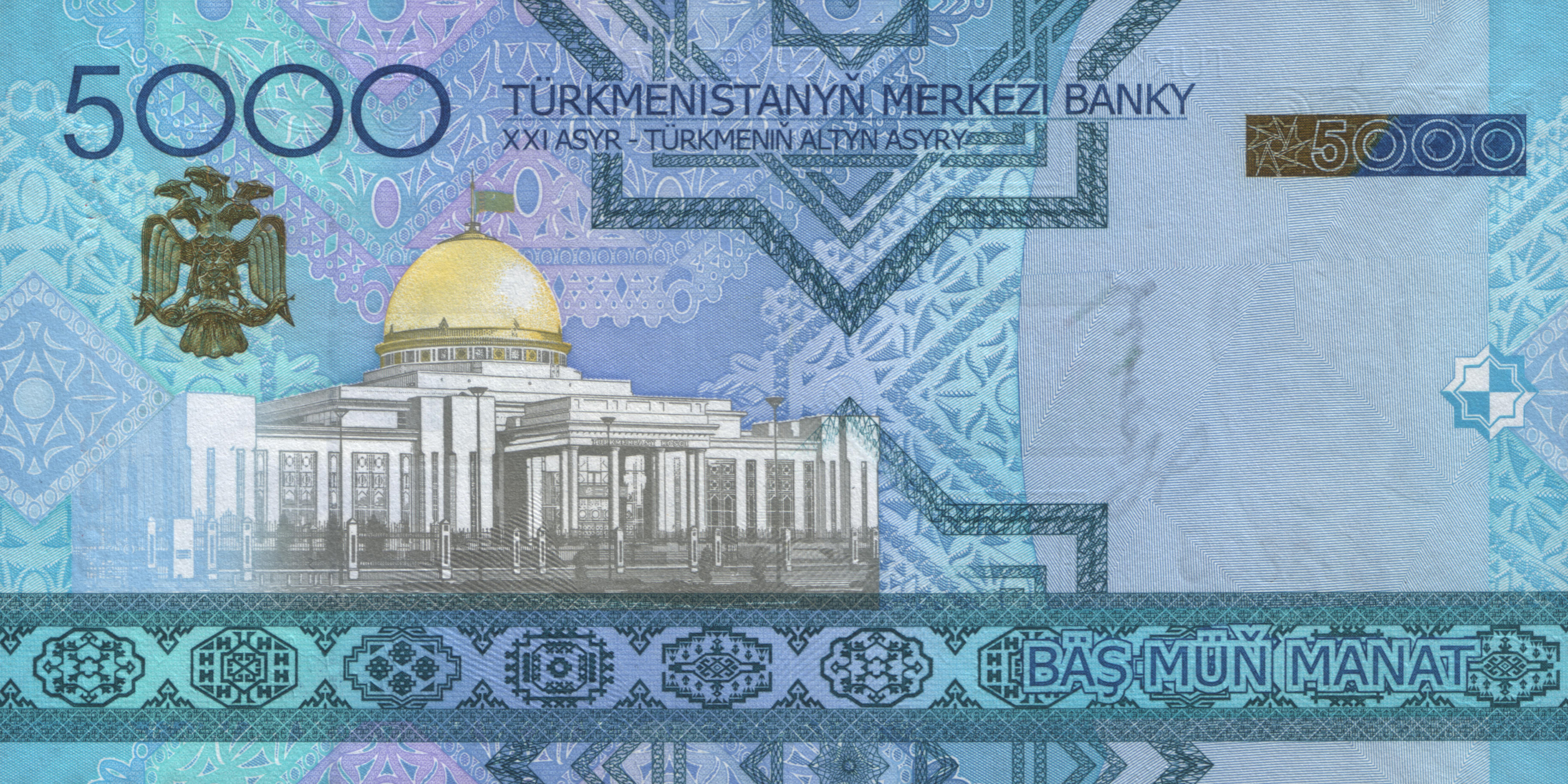
5,000 manates (2005)
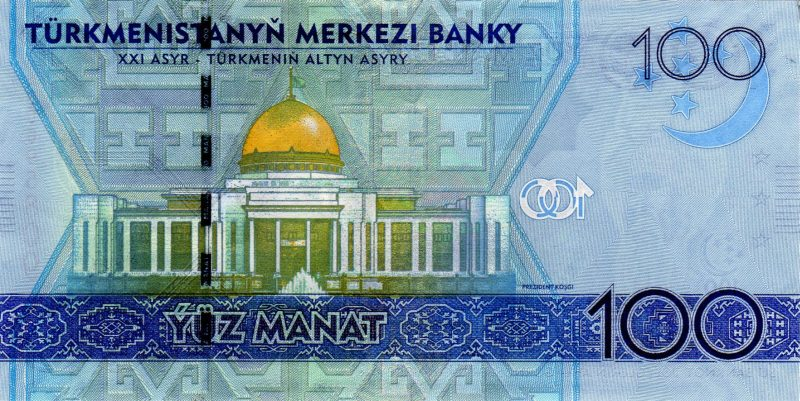
100 manates (2009)